# Robert Mayhew
Robert Wellington Mayhew PC (* 13. Oktober 1880 in Cobden, Ontario; † 28. Juli 1971) war ein kanadischer Politiker der Liberalen Partei, der Minister im  16. kanadischen Kabinett von Premierminister William Lyon Mackenzie King sowie im 17. Kabinett von Premierminister Louis Saint-Laurent sowie zwischen 1952 und 1954 Botschafter in Japan war.

## Leben
Mayhew, der als Unternehmer tätig war, begann seine politische Laufbahn in der Kommunalpolitik und war zwischen 1933 und 1935 Reeve der in British Columbia gelegenen Kleinstadt Oak Bay. 
Bei einer Nachwahl in dem in British Columbia gelegenen Wahlkreis Victoria wurde er als Kandidat der Liberalen Partei am 29. November 1937 erstmals zum Mitglied des Unterhauses gewählt und gehörte diesem bis zu seinem freiwilligen Mandatsverzicht am 15. Oktober 1952 an.
Sein erstes Regierungsamt übernahm er am 25. September 1945 als Parlamentarischer Assistent von James Lorimer Ilsley und dann von Douglas Abbott, die Finanzminister im 16. kanadischen Kabinett. Drei Jahre später wurde er von Premierminister William Lyon Mackenzie King am 11. Juni 1948 zum Fischereiminister ernannt und bekleidete dieses Amt auch nachdem Premierminister Louis Saint-Laurent am 15. November 1948 das 17. kanadische Kabinett gebildet hatte. Am 14. Oktober 1952 trat er von seinem Ministeramt zurück.
Nach seinem Ausscheiden aus Regierung und Parlament wurde er am 15. Oktober 1952 Außerordentlicher und Bevollmächtigter Botschafter in Japan und vertrat die Interessen Kanadas bis zu seiner Ablösung durch Thomas Clayton Davis am 23. November 1954.